# Myrmarachne isolata
Myrmarachne isolata là một loài nhện trong họ Salticidae.
Loài này thuộc chi Myrmarachne. Myrmarachne isolata được Clark & Pierre L miêu tả năm 1977. G. Benoit.